# Lincoln (Nebraska)
Lincoln es la capital y la segunda ciudad más poblada del estado de Nebraska en los Estados Unidos. Lincoln es conocida como la ciudad de la estrella, por el uso de una estrella para marcar la capital de un estado en los mapas. El logotipo de la ciudad es una estrella formada por cinco puntas. Lincoln es también la sede del condado de Lancaster y la sede de la Universidad de Nebraska. Se encuentra a pocos kilómetros al oeste de la confluencia de los ríos Platte y Misuri.

## Geografía

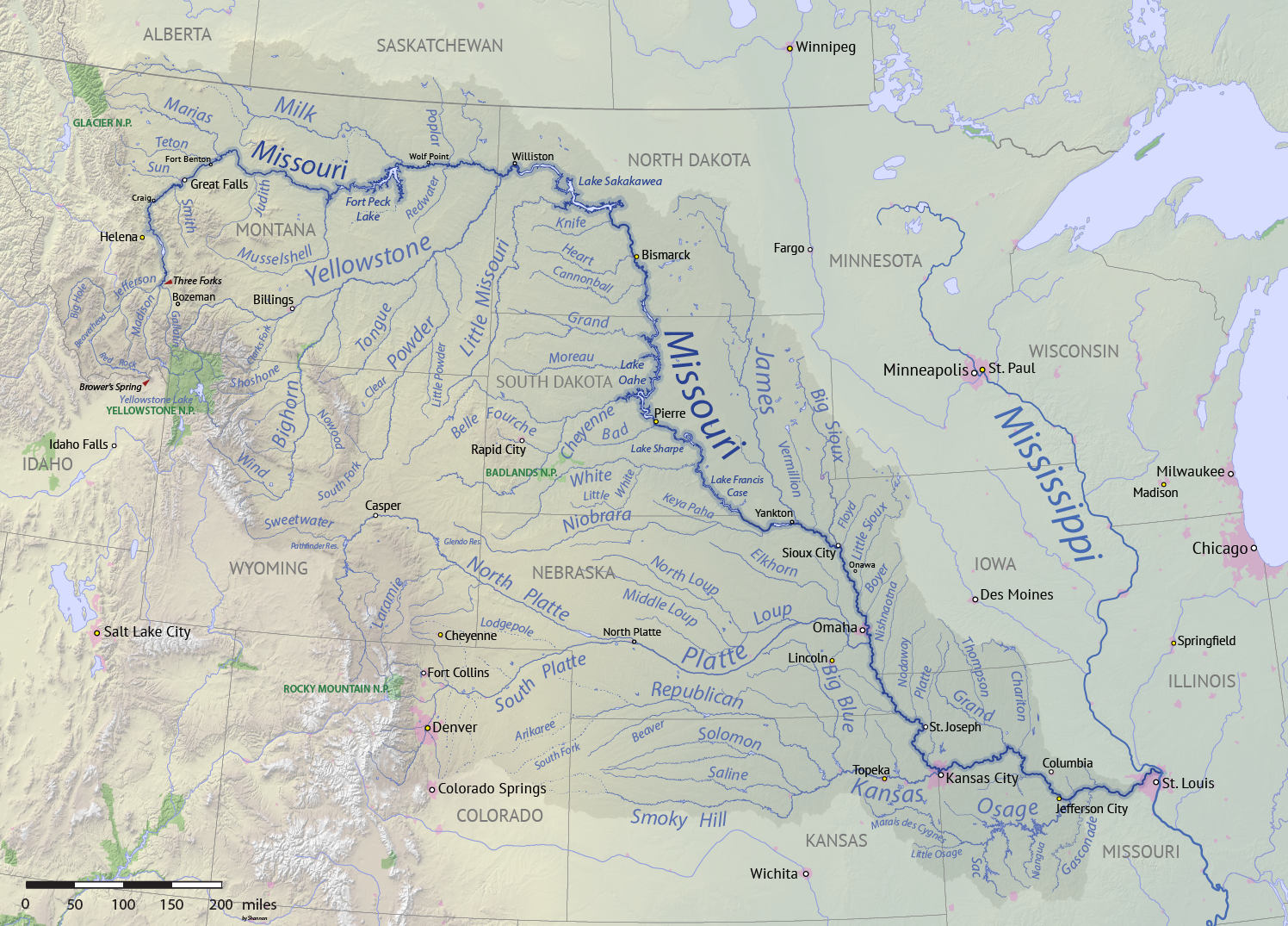
Lincoln en un mapa de la cuenca del río Misuri

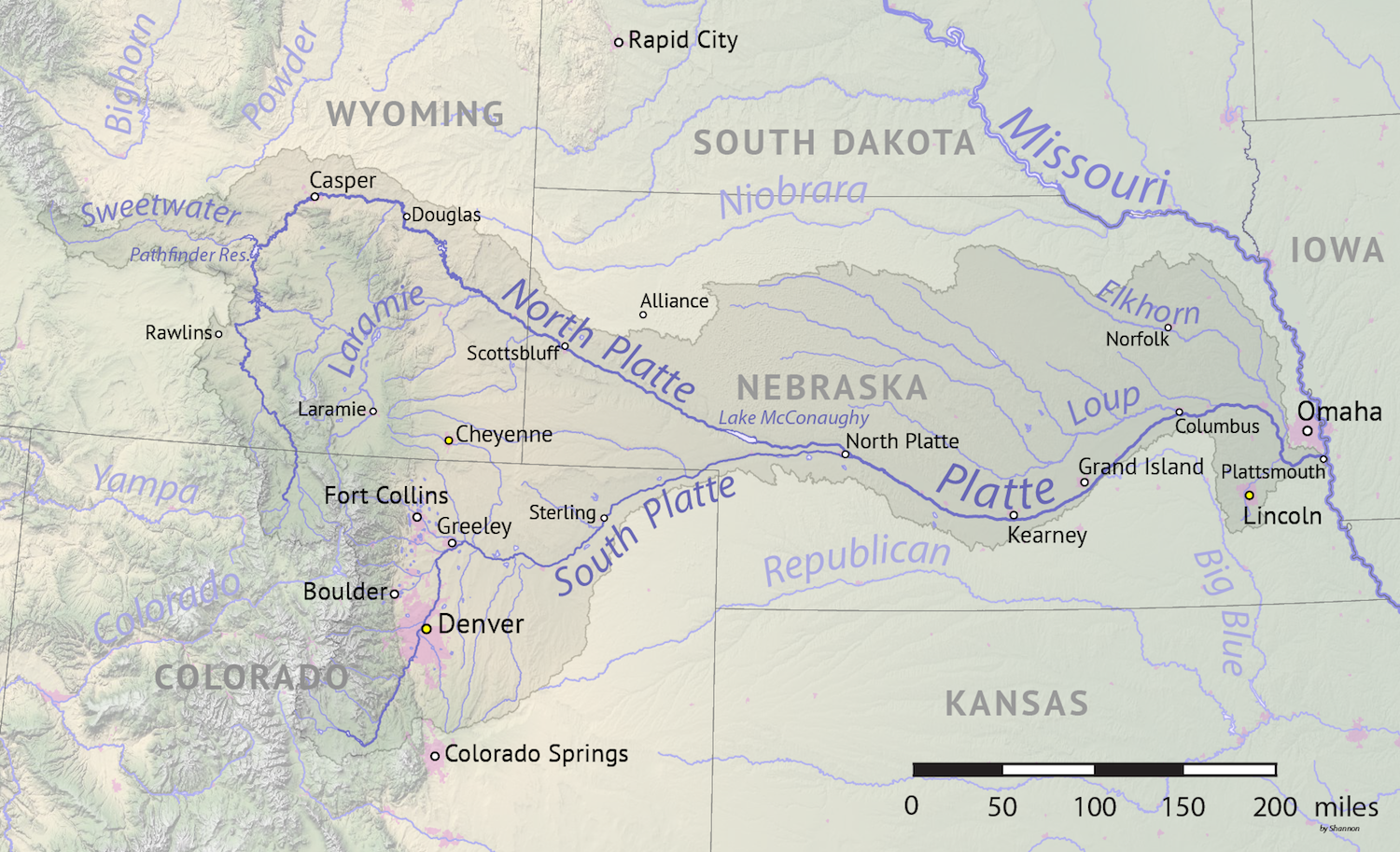
Lincoln en un mapa del río Platte

Lincoln es una de las pocas ciudades grandes de Nebraska que no se encuentran a lo largo del río Platte o del río Misuri. La ciudad fue originalmente diseñada cerca de Salt Creek y entre los llanos humedales salinos del norte del condado de Lancaster. El crecimiento de la ciudad en los últimos años ha llevado al desarrollo de las tierras circundantes, muchas de los cuales están compuestas por suaves colinas. En los últimos años, el crecimiento de Lincoln hacia el norte ha invadido el hábitat de los escarabajos tigre de Salt Creek, en peligro de extinción.

### Clima
| Parámetros climáticos promedio de Aeropuerto de Lincoln, Nebraska, normales 1991–2020, extremos 1887–presente | Parámetros climáticos promedio de Aeropuerto de Lincoln, Nebraska, normales 1991–2020, extremos 1887–presente | Parámetros climáticos promedio de Aeropuerto de Lincoln, Nebraska, normales 1991–2020, extremos 1887–presente | Parámetros climáticos promedio de Aeropuerto de Lincoln, Nebraska, normales 1991–2020, extremos 1887–presente | Parámetros climáticos promedio de Aeropuerto de Lincoln, Nebraska, normales 1991–2020, extremos 1887–presente | Parámetros climáticos promedio de Aeropuerto de Lincoln, Nebraska, normales 1991–2020, extremos 1887–presente | Parámetros climáticos promedio de Aeropuerto de Lincoln, Nebraska, normales 1991–2020, extremos 1887–presente | Parámetros climáticos promedio de Aeropuerto de Lincoln, Nebraska, normales 1991–2020, extremos 1887–presente | Parámetros climáticos promedio de Aeropuerto de Lincoln, Nebraska, normales 1991–2020, extremos 1887–presente | Parámetros climáticos promedio de Aeropuerto de Lincoln, Nebraska, normales 1991–2020, extremos 1887–presente | Parámetros climáticos promedio de Aeropuerto de Lincoln, Nebraska, normales 1991–2020, extremos 1887–presente | Parámetros climáticos promedio de Aeropuerto de Lincoln, Nebraska, normales 1991–2020, extremos 1887–presente | Parámetros climáticos promedio de Aeropuerto de Lincoln, Nebraska, normales 1991–2020, extremos 1887–presente | Parámetros climáticos promedio de Aeropuerto de Lincoln, Nebraska, normales 1991–2020, extremos 1887–presente |
| Mes | Ene. | Feb. | Mar. | Abr. | May. | Jun. | Jul. | Ago. | Sep. | Oct. | Nov. | Dic. | Anual |
| --- | --- | --- | --- | --- | --- | --- | --- | --- | --- | --- | --- | --- | --- |
| Temp. máx. abs. (°C)                                                                                          | 22.8 | 28.3 | 32.8 | 36.1 | 40 | 42.2 | 46.1 | 43.3 | 41.1 | 36.7 | 29.4 | 23.9 | 46.1 |
| Temp. máx. media (°C)                                                                                         | 2 | 4.8 | 12 | 18.2 | 23.9 | 29.6 | 31.9 | 30.7 | 26.7 | 19.2 | 10.9 | 4.1 | 17.8 |
| Temp. media (°C)                                                                                              | -3.9 | -1.4 | 5.1 | 11.1 | 17.3 | 23.2 | 25.6 | 24.2 | 19.6 | 12.1 | 4.3 | -1.8 | 11.3 |
| Temp. mín. media (°C)                                                                                         | -9.8 | -7.6 | -1.8 | 4 | 10.7 | 16.7 | 19.3 | 17.8 | 12.4 | 5 | -2.2 | -7.7 | 4.7 |
| Temp. mín. abs. (°C)                                                                                          | -36.1 | -35 | -28.3 | -16.1 | -4.4 | 3.9 | 7.2 | 3.9 | -3.3 | -16.1 | -26.1 | -32.8 | -36.1 |
| Precipitación total (mm)                                                                                      | 18.5 | 22.6 | 39.4 | 68.3 | 124.7 | 113.8 | 82.6 | 84.3 | 73.7 | 54.4 | 33 | 30 | 745.2 |
| Nevadas (cm)                                                                                                  | 16.5 | 18 | 8.6 | 3 | 0.3 | 0 | 0 | 0 | 0 | 2.3 | 3.8 | 13.5 | 66 |
| Días de precipitaciones (≥ 0.2 mm)                                                                            | 5.9 | 6.1 | 8.1 | 9.7 | 11.8 | 10.4 | 8.9 | 8.8 | 7.2 | 7.1 | 5.4 | 5.9 | 95.3 |
| Días de nevadas (≥ 0.2 cm)                                                                                    | 5.0 | 4.5 | 2.2 | 0.6 | 0.1 | 0.0 | 0.0 | 0.0 | 0.0 | 0.3 | 1.4 | 3.8 | 17.9 |
| Horas de sol                                                                                                  | 176.8 | 167.6 | 211.9 | 236.4 | 273.3 | 314.4 | 329.9 | 294.9 | 236.4 | 216.9 | 156.4 | 146.8 | 2761.7 |
| Humedad relativa (%)                                                                                          | 70.3 | 72.5 | 69.1 | 63.6 | 66.9 | 65.2 | 65.4 | 68.9 | 70.1 | 67.1 | 71.5 | 73.1 | 68.6 |
| Fuente: NOAA (humedad y horas de sol 1961–1990)                                                               | | | | | | | | | | | | | |

## Demografía

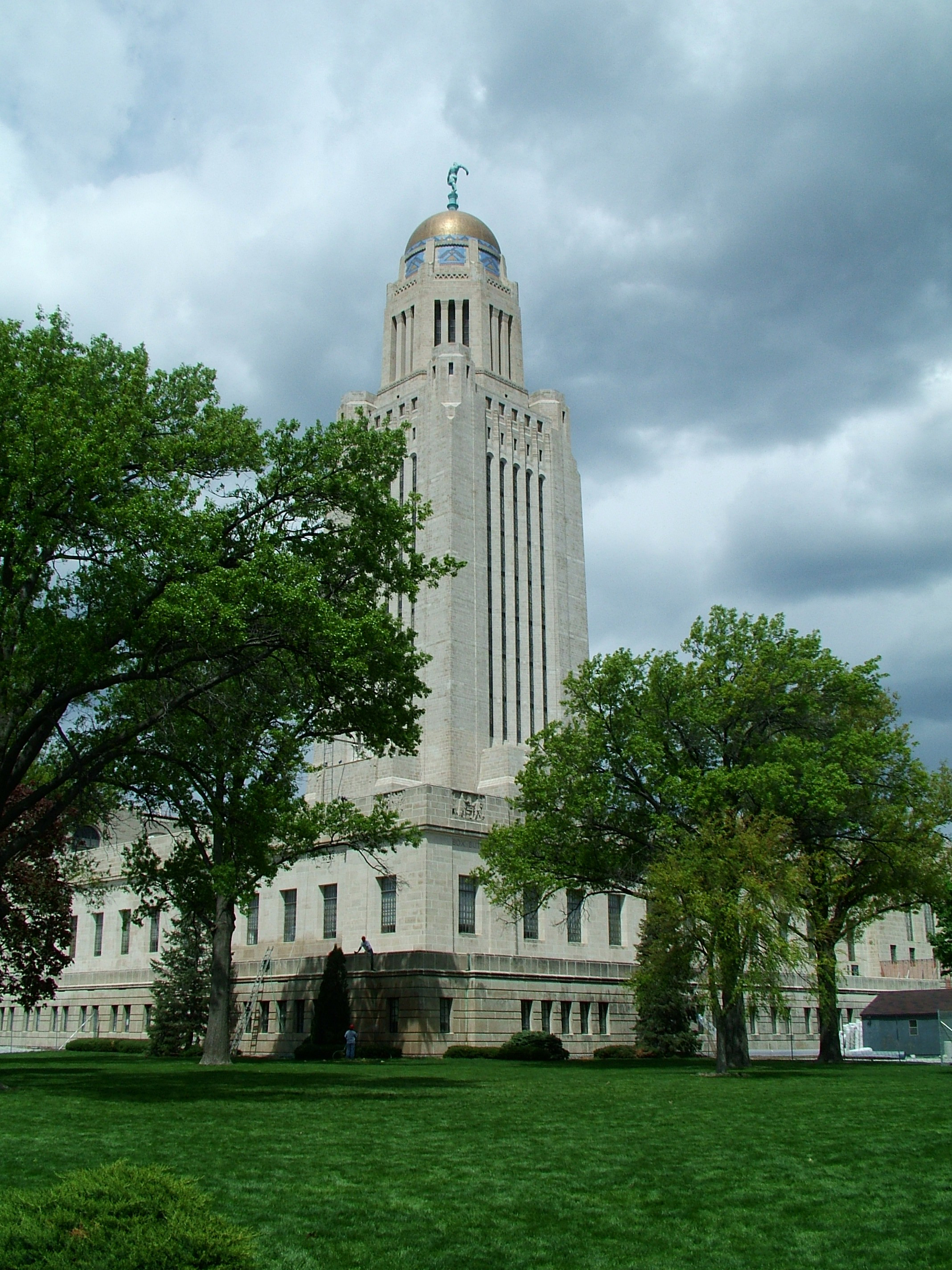
Capitolio del estado de Nebraska, en Lincoln

La población en el año 2009 de Lincoln era de 251.001 habitantes, siendo la segunda ciudad más grande en el estado tras Omaha. Lincoln es la sede del Condado de Lancaster y es una de las pocas ciudades grandes en Nebraska que no están ubicadas a lo largo del río Platte o el río Misuri.
Según el censo de 2000, había 225.581 personas, 90.485 hogares y 53.567 familias que residían en la ciudad. La densidad de población era de 1.166,9 hab/km². La composición racial de la ciudad era 89,25% blancos, 3,12% asiáticos, 3,09% afroamericanos, 0,68% americanos nativos, 0,06% isleños pacíficos, 1,81% de otras razas, y 1,99% de dos o más razas. Hispanos o latinos de cualquier raza eran el 3,61% de la población.
Había 90.485 casas de las cuales en el 29,5% había niños menores de 18 años que vivían con ellos, el 46,3% son parejas casadas que viven juntas, 9,5% tenían un cabeza de familia femenino sin presencia del marido y 40.8% eran no-familias. El 30,4% de todas los hogares estaban compuestos por individuos que viven solos y el 8,5% tienen a alguna persona anciana de 65 años de edad o más.
En la ciudad el 23,0% de la población es menor de 18 años, el 16,4% tiene entre 18 y 24 años, el 30,7% de 25 a 44, el 19,5% de 45 a 64, y el 10,4% tiene más de 65 años de edad o más. La edad media fue de 31 años. Para cada 100 hembras había 99,2 varones. Por cada 100 mujeres mayores de 18 años, había 98 hombres.
La renta media para una casa en la ciudad era de 40.605 dólares, y la renta media para una familia era de 52.558 dólares. Los hombres tenían una renta media de 33.899 dólares frente los 25.402 dólares para las mujeres. El ingreso per cápita para la ciudad era de 20.984 dólares. Cerca del 5,8% de las familias y el 10,1% de la población estaban por debajo de la línea de pobreza, incluyendo un 10,7% de los menores de 18 años, y un 6% de esos son mayores de 65 años.

## Economía
La feria del estado tenía lugar en Lincoln, antes de ser trasladada a la región "Tri-Cities" (Tres Ciudades) de Kearney, Grand Island, y Hastings. 
El Gobierno y la Universidad son dos grandes contribuyentes de la economía local. Entre otras industrias de importancia en Lincoln se encuentran: la banca, los seguros,  las editoriales, farmacéutica, la medicina, educación, telecomunicación y tecnología, los ferrocarriles y el transporte. También es la sede de la Nebraska Educational Television, Nebraska Public Radio, Union College, Nebraska Wesleyan University, y la Universidad de Nebraska. En el centro de la ciudad hay comercio, cultura, restaurantes, tiendas, discotecas, bares y apartamentos.

## Educación
En esta ciudad se ubica el campus principal del sistema educativo de la Universidad de Nebraska, la cual tiene cuatro campus universitarios repartidos por todo el estado.
El Distrito escolar de Lincoln gestiona escuelas públicas.

## Política. Gobierno y administración
La alcaldesa de la ciudad es Gaylor Baird, del Partido Demócrata, elegida en mayo de 2019.
Lincoln está regida por un gobierno compartido entre el alcalde y el consejo. El alcalde y un concejo de la ciudad de siete miembros son elegidos en elecciones no partidistas. Cuatro miembros del consejo son elegidos de los distritos de la ciudad, los tres miembros restantes son elegidos en general. La sanidad de Lincoln, el personal y los departamentos de planificación de la ciudad conjunta de las agencias del condado, la mayoría de la ciudad y el Condado de Lancaster oficinas están ubicadas en el Edificio del Condado/Ciudad.
Desde que Lincoln es la capital del estado, muchas agencias del estado de Nebraska y oficinas están ubicadas en Lincoln, al igual que varias agencias del gobierno de los Estados Unidos y las oficinas. La ciudad se encuentra en el distrito de escuelas públicas Lincoln Schools y la agencia de aplicación de la ley principal de la ciudad es el Departamento de Policía de Lincoln.

## Deporte

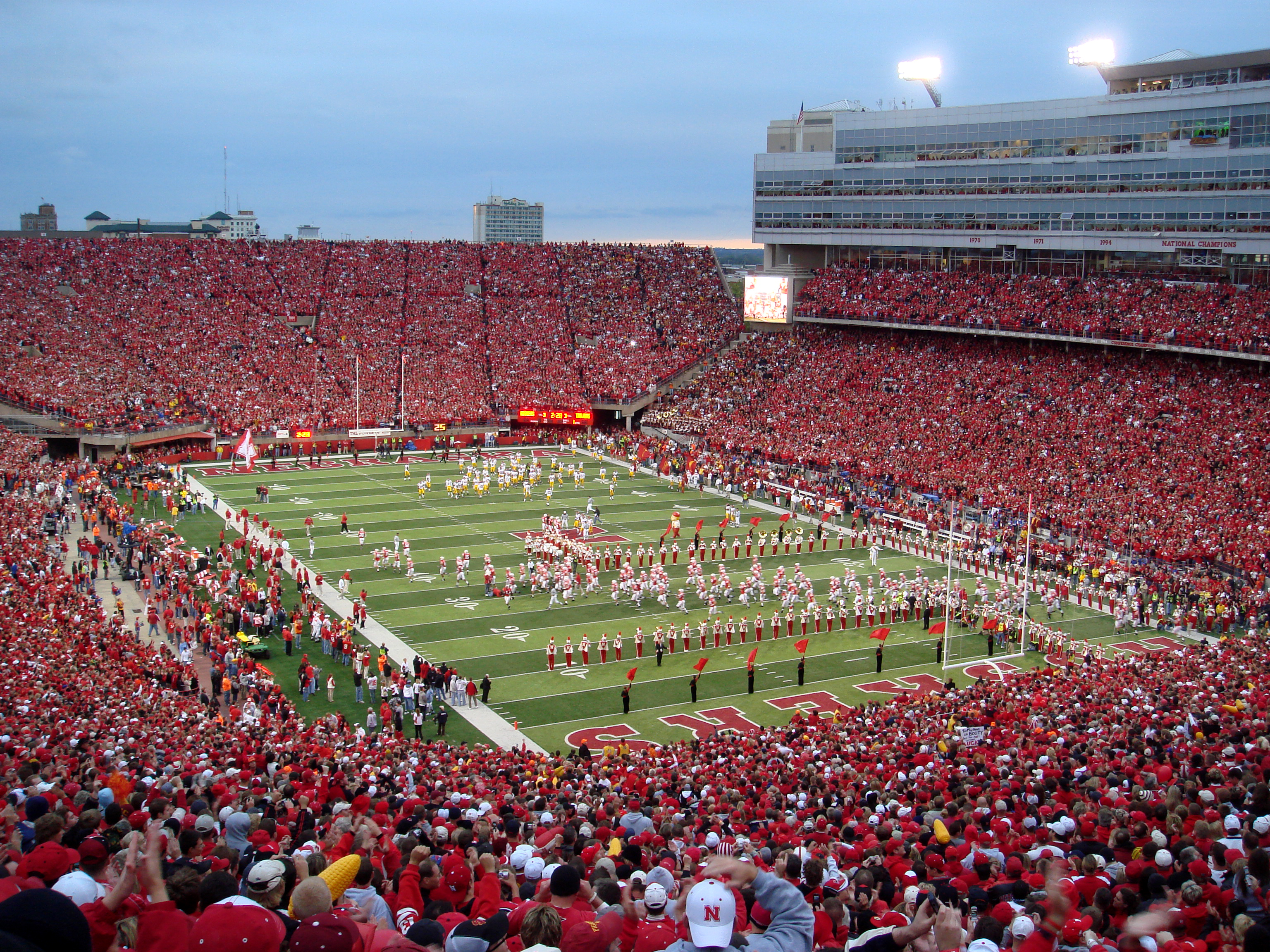
Memorial Stadium de Lincoln